# Ville Vallgren

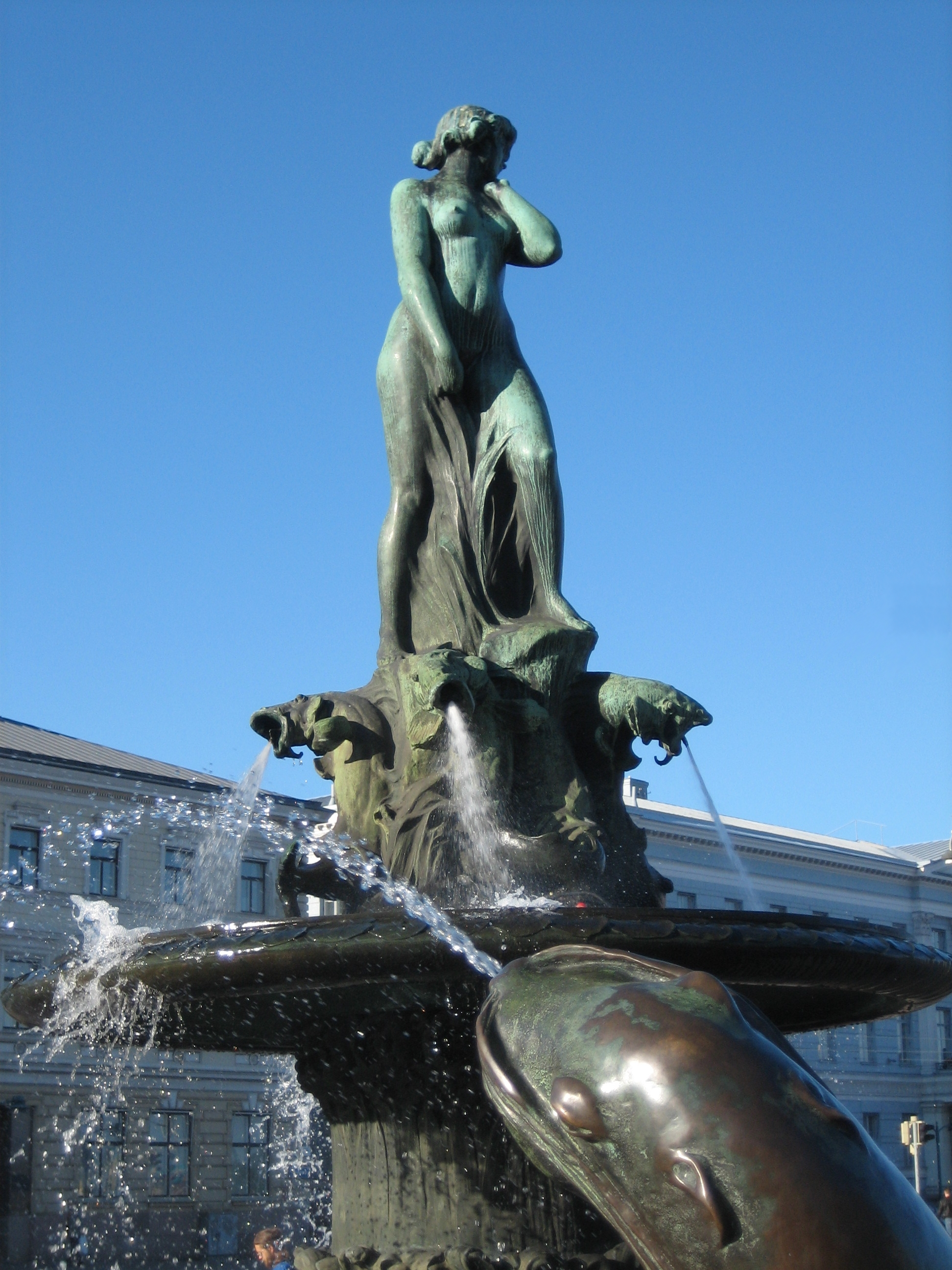
Havis Amanda

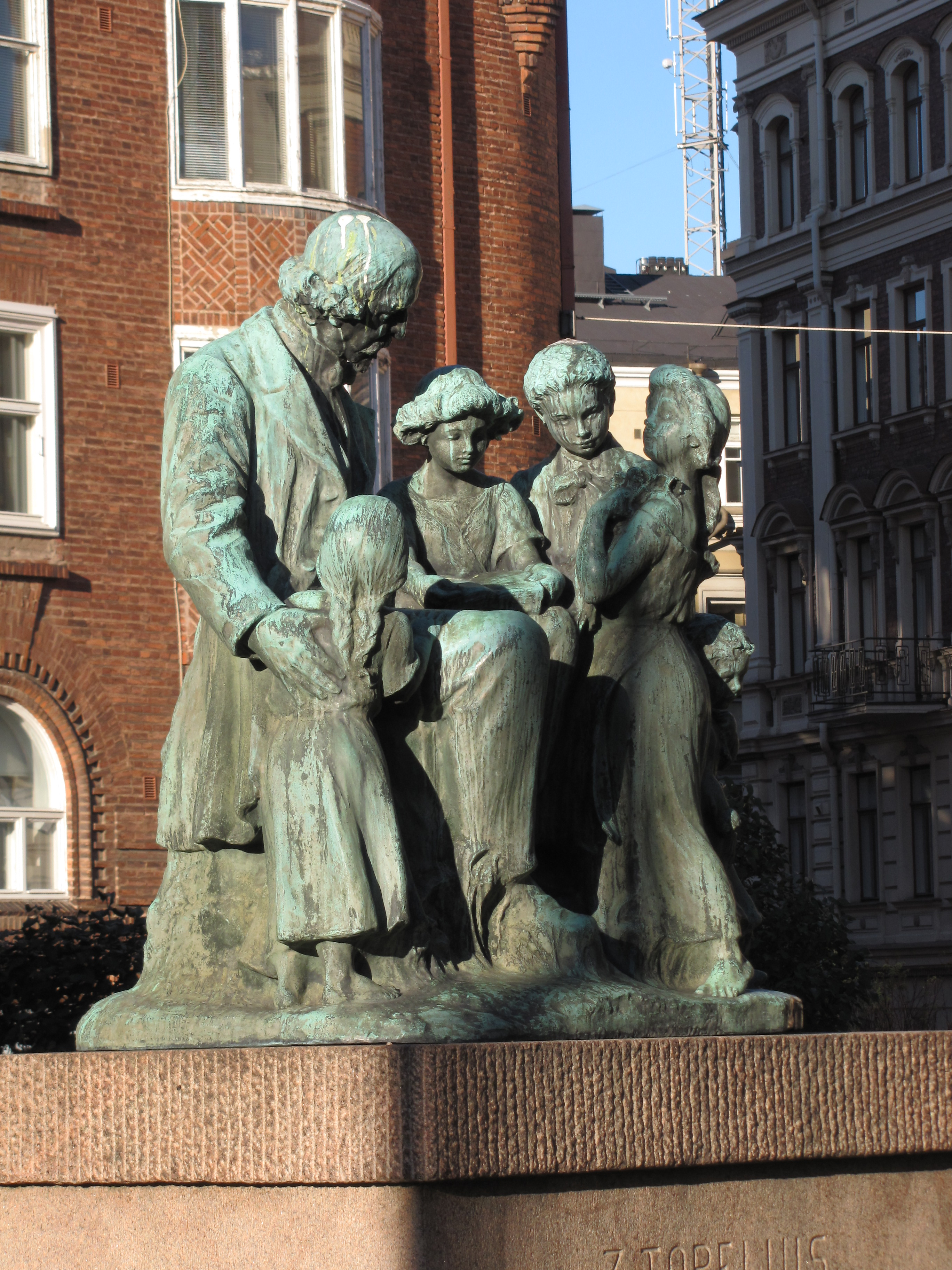
Topelius och barnen

Carl Wilhelm "Ville" Vallgren, född 15 december 1855 i Borgå, död 13 oktober 1940 i Helsingfors, var en finländsk skulptör.

## Biografi
Ville Vallgren var son till Georg Wallgren och bror till Axel Wallgren och växte upp i Borgå. Han kom 1872 från stadens läroverk till Polyteknikum i Helsingfors, där han studerade skulptur för Carl Eneas Sjöstrand. Då hans anlag befanns avgjorda begav han sig 1877 till Paris, där han – frånräknat några korta sommarbesök i hemlandet – förblev bosatt till 1913. Han studerade till en början för Pierre-Jules Cavelier vid École des beaux-arts, erhöll från Finland två mindre stipendier och 1884 av finska konstföreningen Hovingska stipendiet på 3 000 mark.
Bland hans tidigare verk är statyetten Herdegosse 1879, Spelande faun 1881, Torpflickan (efter Johan Ludvig Runebergs dikt, staty 1882, alla dessa i gips i Finska Konstföreningens ägo), bronsskulpturen Fiskargosse, Höräfserska 1884, marmorstatyetten Gosse lekande med en kräfta 1884 bysten 'i målad gips Näckrosen 1885 och marmorstatyn Eko 1886. Samma år utförde han en staty av Mikael Agricola, beställd för Nikolaikyrkan i Helsingfors, och 1887 en staty av Torgils Knutsson, ämnad att resas vid gamla rådhuset i Viborg, vilket emellertid förhindrades av de ryska myndigheterna. Statyn stannade i stadens rådhus, till dess den uppställdes 1908. Den togs åter ner under sovjetisk tid, innan den efter kommunismens fall åter tilläts ställas upp i staden. 1887 tillkom Adam och Eva (relief i brons, Konstindustrimuseet i Wien), 1888 Ofelia (relief i marmor, inköpt av franska staten) och 1889 två kvinnostatyer ur Kalevala: Marjatta och Aino (den senare i Åbo konstmuseum). Till dessa år hör även porträttbyster av August Strindberg (1884), Albert Edelfelt (1887, i brons och i marmor, båda i Finska konstföreningen) och arkitekten Carl Ludvig Engel (1888). Vid världsutställningen 1889 fick Vallgren första klassens medalj.
Han vann ett berömt namn inte minst genom sina alster på den lilla skulpturens område, där han vid sidan av de franska konstnärerna Jean-Joseph Carriès, Jean-Auguste Dampt och Jean Beffier representerade en helt modern riktning. Hans små figurer och grupper, lätt stiliserade kvinnor eller barn, symboler av sorg, ömhet, hängivenhet, levnadslust, är förtjusande genom linjernas behag, uttryckets skälvande känsla och genom det läckra utförandet, oftast i brons med en patina av konstnärens egen uppfinning, av raffinerad koloristisk känsla. Även i silver, porslin och andra material utförde han liknande poetiska och idérika småfigurer. Han fann uttryck både för djup innerlighet och för vekt drömmeri. Det subtila i formkänsla och i teknik, som han tillägnat sig under påverkan av fransk konst, hade sin motvikt i den friska omedelbarhet som låg i hans personliga temperament. Bland hans talrika verk på den lilla skulpturens område finns bland annat bordsuppsatser, elektriska lampor och kronor med symboliska figurer. Bland större arbeten syns monumentala spisar liksom flera gravmonument av ädel allvarlig hållning. Även inom möbelindustrin representerade han moderna idéer och modern formgivning.
Bland Vallgrens alster under 1890-talet märks en byst av Fredrik Pacius (marmor i Helsingfors universitet, 1890), Kristus på korset (reliefbyst i marmor, 1890, Finska konstföreningen), Johannes döparen (1890), Moderskärlek (bystgrupp, Musée du Luxembourg, marmor 1891), Kain (staty, 1892), Armod (bronsgrupp, 1893, Musée du Luxembourg), Uno Cygnæus monument i Jyväskylä (1893), Tröst (statyettgrupp, 1895, Finska konstföreningen), Kvinna från Bretagne (byst i brons, 1896, Åbo museum), Meditation (sandsten, 1896, Musée du Luxembourg).
Vid världsutställningen 1900 erhöll Vallgren en av hedersmedaljerna. Sedan 1902 var han naturaliserad fransk medborgare. I högre grad än någon annan av sina nordiska yrkesbröder hade han levat sig in i parissocieteten, och han rönte dessutom mindre uppskattning hemmavid, där inflytelserika kritiker som Carl Gustaf Estlander motarbetade honom. I februari 1913 flyttade han likväl tillbaka till sitt hemland och var sedan dess bosatt i en villa i Alberga utanför Helsingfors. I Finland utförde han under 1900-talet flera större arbeten: fontänen Havis Amanda på Salutorget i Helsingfors (1908), en grupp, Topelius och barnen, ett konstverk av förtrolig och älskvärd hållning (1909, var avsedd att i brons uppsättas i Helsingfors och restes slutligen 1932 i Skolskvären), Sankt Olof i Nyslott (1912) och ett tio meter långt krigargravmonument i Jakobstad (1919). Vallgren har även utfört medaljer över bemärkta landsmän. Han fick professors titel 1918, och ett specialmuseum för hans verk, Ville Vallgrens museum, är upprättat i hans födelsestad Borgå; det invigdes och överlämnades åt Finlands folk 1925. Vallgren finns även representerad i Ateneum i Helsingfors.
Som författare uppträdde han 1916 med Ville Vallgrens ABC-bok, en samling högst obesvärat nedskrivna, mestadels humoristiska minnen från barndomen i Finland och från parislivet inom olika kretsar. 1917 utkom ett häfte, Mat och dryck med roliga gubbar, och 1922 Ville-gubbens matkatekes. Memoarerna Minnen från mitt liv hemma och ute utkom 1931.
Vallgrens första hustru var den svenska skulptören Antoinette Vallgren (1858–1911). Hans tredje fru, Flora Olivia Vallgren, var även hon skulptör, och gjorde bland annat statyetter och porträttbyster.
Vallgren var sedan barndomen nära vän med konstnären Albert Edelfelt. En del av den kunskap som vi har om Edelfelt har kommit via Vallgren, som blev intervjuad av konsthistorikern Bertel Hintze för dennes biografi om Edelfelt.
Vallgren är representerad vid bland annat Nationalmuseum i Stockholm och Göteborgs konstmuseum.